# 피스타히에베르소르
피스타히에베르소르는 백악기 말기 7400만 년전 라라미디아에 서식했던 중형 육식공룡이다.

## 연혁
이름의 뜻은 비스타히의 파괴자이고, 이름은 뉴멕시코의 피스티/나/진 자연보호구역에 해당하는 비스타히에서 따온 것이다. 크기는 최대 몸길이 9미터 몸무게 2톤으로 추정된다. 총 64개의 이빨을 가지고 있으며, 두개골의 위와 안에는 비어있는 공간이 있다. 이 공간은 아마도 기낭을 수용하기 위한 부위로 추측된다. 이마 부위는 상당히 복잡한 결합을 보이는데 이는 결합 부위에 움직임을 막고 두개골을 안정화하기 위한 것으로 보인다. 처음 발견됐을 때는 아우블리소돈에 통합됐다가 그 이후의 모식종으로 통합됐으나 2010년이 되어서야 신종이라는 것이 밝혀지고 티라노사우루스상과의 진보한 종으로 독립시켰다가 2013년 티라노사우루스과로 재분류되었다. 그러나 2020년에 나온 한 논문에 의해 또 다시 티라노사우루스상과의 에우티라노사우리아로 재분류되었다. 다른 백악기 말기의 티라노사우루스상과 공룡들처럼 당시 뉴멕시코 지역에 서식했던 펜타케라톱스, 파라사우롤로푸스 등의 초식공룡들을 사냥하며 최상위 포식자로 군림했을 것으로 추정된다.

## 분류와 계통
티라노사우루스상과에 속하며 테라토포네우스, 드립토사우루스, 아팔라치오사우루스와 함께 독자적인 분류군을 형성하고 있다. 최근 2022년 7월 27일에 에오티라누스 연구로 인해 티라노사우루스과에서 제외된 후 에오티라노사우리아라는 분류군에 속하였다.